# Рокка-Кантерано
Рокка-Кантерано (італ. Rocca Canterano) — муніципалітет в Італії, у регіоні Лаціо,  метрополійне місто Рим-Столиця.
Рокка-Кантерано розташована на відстані близько 45 км на схід від Рима.
Населення — 196 осіб (2014).

## Демографія
Населення за роками:

Станом на 1 січня 2023 року в муніципалітеті офіційно проживали 3 іноземці з 3 країн, серед них 1 громадянин країн Євросоюзу та 1 громадянин України.

## Сусідні муніципалітети
- Агоста
- Антіколі-Коррадо
- Кантерано
- Черрето-Лаціале
- Джерано
- Марано-Екуо
- Сарачинеско